# 大泉実成
大泉 実成（おおいずみ みつなり、1961年11月16日 - ）は、日本のノンフィクションライター。

## 略歴
東京都新宿区出身。小学校から高校まで茨城県日立市で育つ。茨城県立日立第一高等学校、中央大学文学部哲学科卒業。同大学院文学研究科修了。日立市在住。
少年の頃、エホバの証人の信者だった経験を持ち、1985年におきた信者による「輸血拒否」による少年死亡事件に衝撃を受け、関係者に取材して、処女作『説得-エホバの証人と輸血拒否事件』を刊行。1989年、講談社ノンフィクション賞を受賞。同著は後にビートたけし主演でテレビドラマ化された。
その後も、対象に密着したノンフィクション作品を発表。『麻原彰晃を信じる人びと』等のハードなものから、『消えたマンガ家』、『東京サイテー生活－家賃月二万円以下の人々』等ライトなサブカルチャーものまで幅広い著作がある。
1995年、『宝島30』（宝島社）よりエホバの証人の輸血拒否事件取材の際に研究生として1年間潜入取材した実績を買われ、オウム真理教に潜入、90日間の修行体験をし、その結果クンダリニー上昇を経験したり、断酒・禁煙ができ、また性欲がなくなる経験をする。
1999年、両親が東海村JCO臨界事故で被曝したことから、被害者の会の事務局長を務める。

## 大泉実成と水木しげる
取材で水木しげると出会い、その人柄に感銘を受けたことから、自ら「世界は水木しげるを中心に回っている」と唱える「水木原理主義者」であると称している。同主義の唯一の教義は『水木しげるのマンガを持って南の島でゴロゴロすること』とされている。大泉は水木しげるから「妖怪びろーん」というホーリーネームを貰っている。
大泉は水木しげるの妖怪探検のパートナーとして、マレーシア、メキシコ、オーストラリアをともに旅し、水木が絵、大泉が文章を書くというスタイルで著書を発表している。
水木しげるの画業50周年記念愛蔵版『水木しげる80の秘密』にも寄稿している。

## 著作
- 『説得 エホバの証人と輸血拒否事件』（現代書館、1988年　のち講談社文庫、草思社文庫） - 1993年、TBSの「実録ドラマシリーズ」としてビートたけし主演でTVドラマ化されている。
- 『東京サイテー生活-家賃月二万円以下の人々』（太田出版、1993年）のち講談社文庫
- 『マレー獏は悪夢を見ない 夢をコントロールする民族・セノイへの旅』（扶桑社、1994年）「夢を操る」講談社文庫
- 『麻原彰晃を信じる人びと』（洋泉社、1996年）
- 『消えたマンガ家』1-3（太田出版、1996-97）のち新潮OH!文庫
- 『爆音に焦がれて 森且行の挑戦』太田出版 1997
- 『宮崎駿の原点　母と子の物語』（潮出版社、2002年）
- 『人格障害をめぐる冒険』（草思社、2005年）
- 『萌えの研究』（講談社、2005年）
- 『Hard After Hard かつて絶望を味わったJリーガーたちの物語』（カンゼン、2013年）
- 『ではまた、あの世で 回想の水木しげる』洋泉社 2016
- 『オタクとは何か？』（草思社、2017年）

### 共著
- 『庵野秀明 スキゾ・エヴァンゲリオン』（編著）太田出版 1997
- 『予想屋』田中良成共著 太田出版 1998
- 『さらば、ヘイト本! 嫌韓反中本ブームの裏側』梶田陽介,加藤直樹,木村元彦共著 ころから 2015

### 水木しげるとの共著
- 『水木しげるの大冒険』（扶桑社、1994年）「水木しげるの妖怪探検」講談社文庫
- 『幸福になるメキシコ妖怪楽園案内 水木しげるの大冒険』（祥伝社、1999年）
- 『精霊の楽園オーストラリア アボリジニ 妖怪の古里紀行』（水木しげるの大冒険2）（祥伝社、2000年）
- 『本日の水木サン 思わず心がゆるむ名言366日』編 草思社 2005  「水木サンの迷言366日」幻冬舎文庫

## テレビ出演
- 青春トーク&トーク（1990年 - 1992年、NHK教育テレビ） - 司会